# Estadio Bislett
Estadio Bislett (Bislett Stadion en noruego) es un estadio deportivo situado en Oslo, Noruega. Es el área más conocida de Noruega en el ámbito deportivo internacional, por haberse obtenido aquí 15 récords mundiales de patinaje de velocidad y más de 50 récords mundiales de atletismo. El estadio fue demolido en 2004 y la construcción del nuevo se completó en el verano de 2005.
En 1999, la revista estadounidense Sports Illustrated declaró que el antiguo Estadio Bislett  fue uno de los 20 principales centros deportivos del siglo XX.

## Historia
El Bislett Stadion se encuentra en el sitio donde en el siglo XIX se encontraba una fábrica de ladrillos, que fue comprada por el ayuntamiento de Oslo en 1898, que por entonces se llamaba Kristiania («Cristianía» en castellano). En 1908 fue convertido en un campo deportivo. El comerciante, patinador de velocidad, gimnasta y organizador de eventos deportivos Martinus Lørdahl fue muy importante en la construcción de las primeras gradas. Esta obra comenzó en 1917 y se completó 5 años más tarde. Una de las plazas fuera del estadio se llama Martinus Lørdahl's Square en su honor. Bislett se convirtió en el principal escenario noruego para la celebración de patinaje de velocidad y atletismo en 1940, cuando las nuevas funcionalidades diseñadas por el arquitecto Frode Rinnan se completaron, aumentando el aforo hasta los 20.000 espectadores. Rinnan también se encargó de la renovación del estadio para los juegos olímpicos de invierno de Oslo de 1952. El estadio acoge desde 1965 los Bislett Games, una prueba anual de atletismo dentro de la Liga de Diamante.

## Nuevo estadio

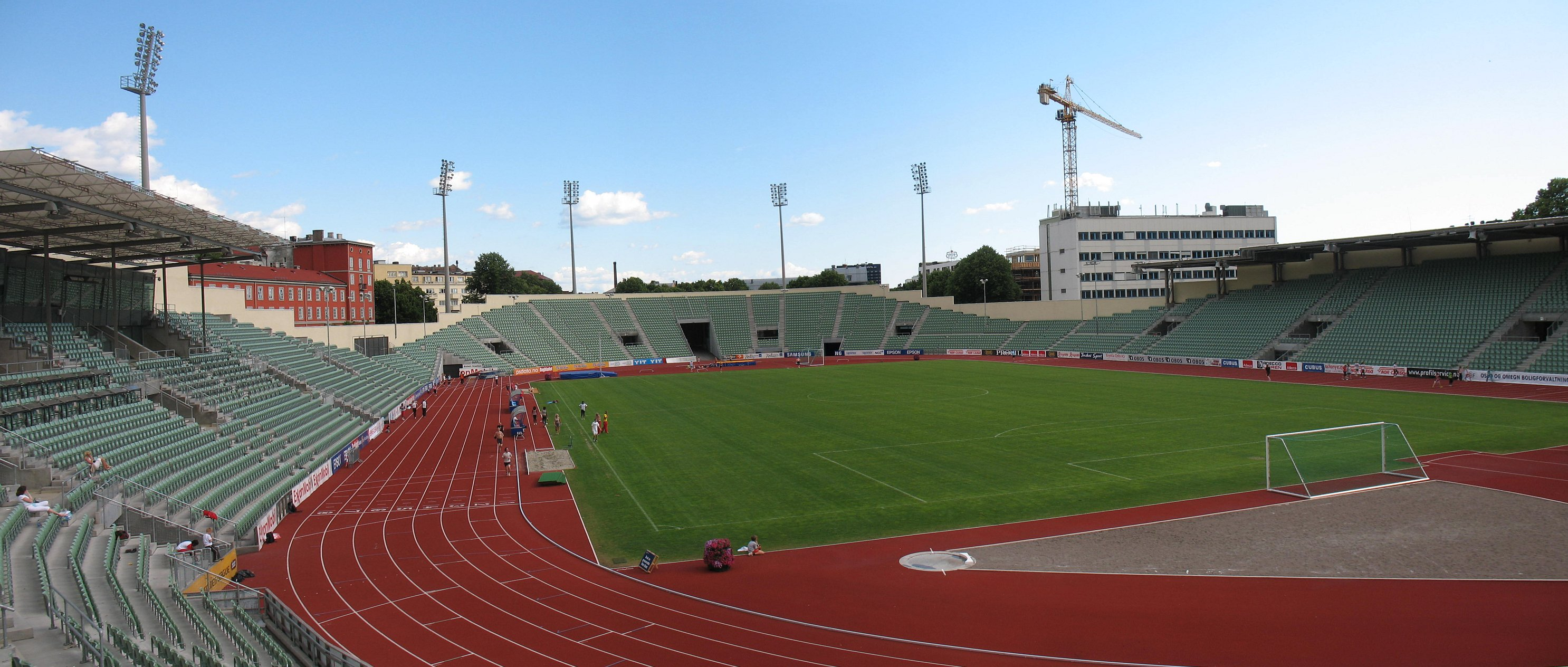
Vista interior del estadio.

La carrera de Bislett como pista de patinaje de velocidad acabó en 1988, cuando se decidió que la producción de hielo podría suspenderse, a pesar de que el estadio no cumplía con los requisitos internacionales para cualquier otro deporte. El estadio fue convirtiéndose rápidamente en ruina, pero tomó más de diez años de debate hasta que finalmente el ayuntamiento decidió que el estadio iba a ser demolido y reconstruido. Una cuestión espinosa fue si seguiría albergando eventos de patinaje de velocidad, creando tensiones entre las distintas partes implicadas y dejando amargamente decepcionados a muchos nostálgicos cuando resultó no ser así; el patinaje de velocidad se había convertido en un deporte bajo techo, y esto no iba a ser posible si el estadio se optimizaba para atletismo y fútbol.
El nuevo estadio se construyó en solo diez meses, siendo inaugurado para los Bislett Games el 29 de julio de 2005. Reúne los requisitos internacionales para competiciones de atletismo: tiene ahora ocho pistas con un 37,5 m de radio de giro (en el estadio anterior solo había seis carriles, obligando a los organizadores a instalar carriles temporales a lo largo del tramo recto para los 100 metros lisos). La pista tiene la certificación de primera clase otorgada por la IAAF, compartida solo por unos pocos estadios en el norte de Europa. Además, hay una pista cubierta por debajo de las gradas para realizar el calentamiento y para trabajos bajo techo durante el invierno. Está bajo consideración la construcción de un polideportivo subterráneo. El nuevo radio de giro ha proporcionado un espacio de 105x68 m para el campo de fútbol, de manera que el estadio cumple los requisitos para albergar partidos de fútbol de la máxima categoría de la liga noruega.